# 鳳凰座BB
鳳凰座BB，又名CD-41 116，HD 2724、SAO 215120、HR 119，是鳳凰座的一颗恒星，视星等为6.19，位于銀經318.97，銀緯-75.53，其B1900.0坐标为赤經0h 25m 34.7s，赤緯-41° -75.53′ 34″。